# 桶町千葉道場
桶町千葉道場（おけちょうちばどうじょう）は、幕末に千葉定吉によって開かれた、北辰一刀流の道場。
江戸の桶町（現在の東京都中央区）八重洲にあった。主な門人に千葉重太郎（定吉の息子）、千葉さな子（定吉の娘）、土佐藩士の坂本龍馬、柏尾馬之助（新徴組剣術教授方・肝煎役）らがいた。
定吉の兄・千葉周作が神田於玉ヶ池で開いていた玄武館が「大千葉」と通称されたのに対し、こちらは｢小千葉」と呼ばれた。玄武館の千葉一族の多くが水戸藩に仕官したのに対し、定吉・重太郎は共に鳥取藩の江戸藩邸に仕官した（当時の藩主池田慶徳は水戸家の出身であり、その縁に連なる可能性もある）。